# 杉村ミレイ
杉村 ミレイ（すぎむら ミレイ、1993年4月14日 - ）は、愛知県出身のタレント。タスクオフィス所属。
友人がタレント活動を行っていたために芸能界に興味を持ち、しほの涼妹オーディションを機に、2007年2月にグラビアデビュー。
2010年に引退作と称したイメージDVDをリリースしたが、その後も事務所に所属しており、名目はタレント活動休止中となっている。
在籍した事務所の安西かな（現：麻生かな）と仲が良い。

## DVD
- ペロペロ（2007年、TaskVisual）
- ペロペロ2（2007年、TaskVisual）
- パフェ・ア・ラ・モード（2007年、オークラ出版）
- ナマ脚（2008年、TaskVisual）
- スク水カタログ（2008年、TaskVisual）
- お気に召すまま（2008年、TaskVisual）
- アナタしだい（2009年、TaskVisual）
- サヨナラしましょ（2010年、TaskVisual）

## ネット配信
- めっちゃいもうと 杉村ミレイ ブルマ編（2008年）
- めっちゃいもうと 杉村ミレイ スク水編（2008年）
- めっちゃいもうと 杉村ミレイ メイド編（2008年）

## 書籍
- Pastel charm（2007年、オークラ出版） - ファースト写真集